# Catálogo de autoridades de nomes e títulos da Catalunha
O Catálogo de autoridades de nomes e títulos da Catalunha (em catalão: Catàleg d'autoritats de noms i títols de Catalunya), mais conhecido pelo acrónimo Cantic, é um catálogo de autoridades da Catalunha, cooperativo e em linha. O seu objectivo é normalizar os pontos de acesso aos catálogos bibliográficos, melhorar a comunicação entre os diferentes catálogos e favorecer a busca e recuperação da informação. Por normalizar os nomes, nomes-títulos e títulos (chamados pontos de acesso") dá consistência aos catálogos do sistema bibliotecário. Facilita um intercâmbio mais ágil e eficaz entre registos bibliográficos e, em definitiva, faz possível que os utentes realizem buscas assistidas, precisas e exaustivas. Os dados estão integrados no catálogo virtual internacional de autoridades Virtual International Authority File (VIAF).
É um serviço que a Biblioteca da Catalunha coordenadas no âmbito do Catálogo Colectivo das Universidades da Catalunha (CCUC) , o que dá um tratamento especial para as autoridades do nome e do título vinculado à cultura catalã, que recebem uma obra de autoridade completa. Fornecer, em muitos casos, o acesso às informações da Gran Enciclopèdia Catalana.
Contribuirá à criação de um futuro Catálogo Único da Catalunha (CUC), concebido em 2004 no marco do Acordo de Governo para a melhora e modernização do sistema bibliotecário de Catalunha.

## História e evolução

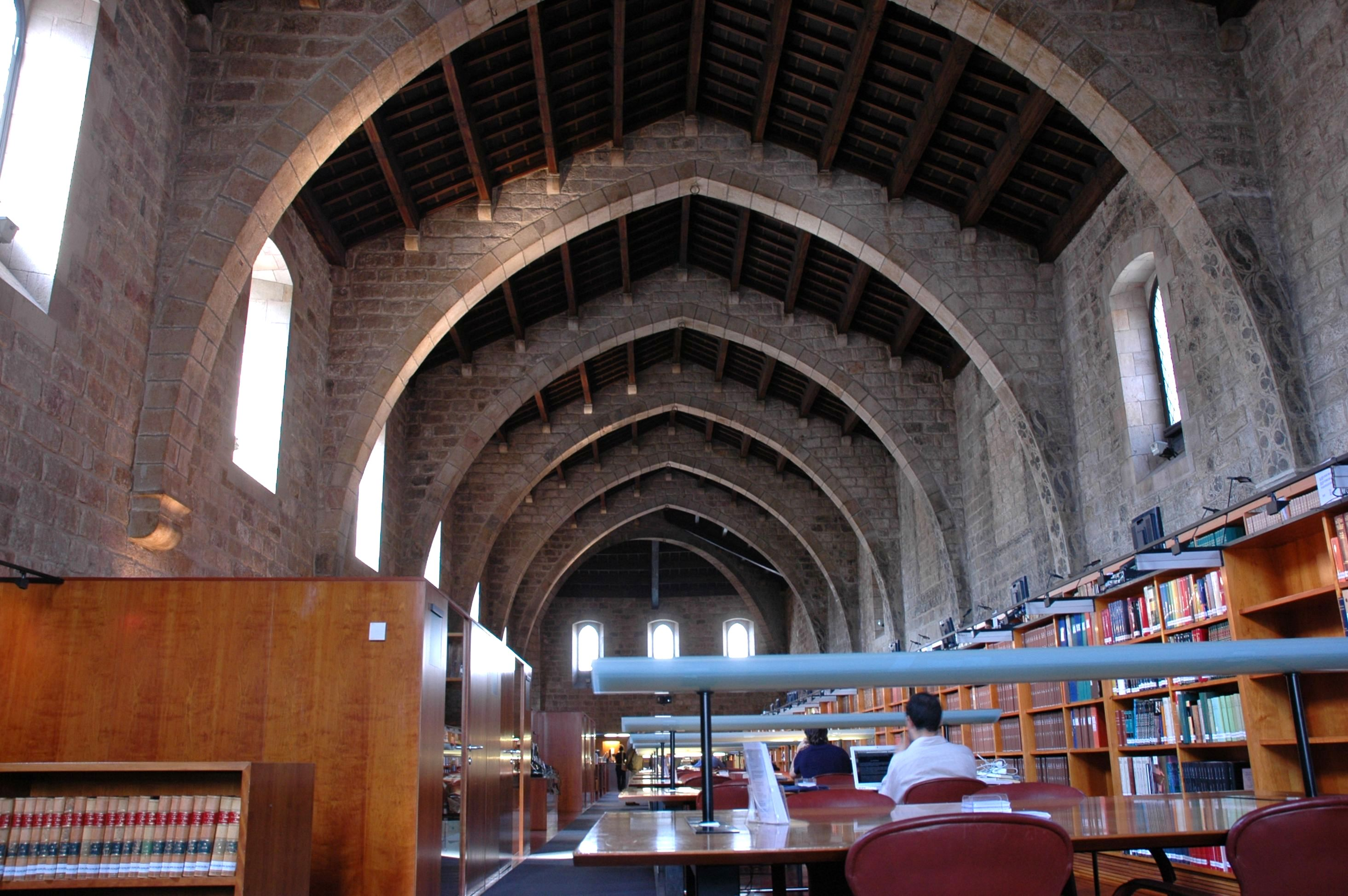
Biblioteca de Catalunha

Em 2002, a Comissão Assessora de Catalogação, órgão consultivo da Biblioteca de Catalunha em matéria de catalogação, tratou o tema da necessidade de criar uma lista de autoridades de Catalunha. Decidiu criar uma subcomissão técnica que estuda a viabilidade do projecto e que elaborara os requerimentos e as funcionalidades da lista de autoridades de nomes e títulos, tendo em conta as necessidades reais e viáveis do sistema bibliotecário catalão.
De março a outubro de 2003, a subcomisão elaborou um relatório no que redige a definição e os objectivos da lista. Constatou-se que a situação do controlo de autoridades do sistema bibliotecário catalão ainda não satisfazia as necessidades nem evitava a duplicação de tarefas, esforços e custos. Seguindo o modelo de outras experiências internacionais, considerou-se que um catálogo de autoridades único em Catalunha seria um projecto viável que favoreceria o intercâmbio de registros bibliográficos e o acesso e a recuperação da informação. O relatório redigiu as bases para a criação do catálogo de autoridades assim como o modelo cooperativo e os requerimentos e as funcionalidades do programário de gestão.
O Catálogo de autoridades de nomes e títulos de Catalunha criou-se ao amparo da Lei 4/1993 do Sistema Bibliotecário de Catalunha. «A Biblioteca de Catalunha supervisiona, valida e unifica num único listado o catálogo de autoridades.» Começou a funcionar em 2007 e em setembro de 2003 tinha já uns 30.000 registos. Em outubro de 2014 atingiram-se os 147.500 registos.

## Instituições participantes
Em 2015 participam no catálogo:
- Biblioteca da Catalunha
- Casa Àsia
- Centro de Leitura de Reus
- Consórcio de Bibliotecas das Universidades de Catalunha
- Colégio de Advogados de Barcelona
- Filmoteca de Catalunha
- Museu de Arte Contemporânea de Barcelona
- Museu Nacional de Arte de Catalunha
- Universidade Aberta de Catalunha
- Universidade Autónoma de Barcelona
- Universidade de Barcelona
- Universidade de Lleida
- Universidade de Valencia
- Universidade de Vic
- Universidade de Girona
- Universidade Jaume I
- Universidade Politécnica de Catalunha
- Universidade Pompeu Fabra
- Universidade Rovira i Virgili

## Manutenção e actualização
Os registos de autoridades do catálogo acreditem-se seguindo as regras de catalogação angloamericanas, a normativa catalográfica internacional e as concretizações da Biblioteca de Catalunha aprovadas pelos membros do CCUC. Para codificar os registos utiliza-se o Format Marc 21, um dos formatos MARC usados na atualidade. Existe também um Manual Cantic com o procedimento de elaboração dos registos de autoridade para as entidades que participam.
O Serviço de Normalização Bibliográfica da Biblioteca de Catalunha é o encarregado de oferecer formação e suporte a todos os participantes e ademais ver pela qualidade dos registos de autoridade. A base de dados actualiza-se cada mês e pode consultar no @sitio web da Biblioteca de Catalunha.